# Greene County (Missouri)
Greene County is een county in de Amerikaanse staat Missouri.
De county heeft een landoppervlakte van 1.748 km² en telt 240.391 inwoners (volkstelling 2000). De hoofdplaats is Springfield.